# Халифа, Рашад
Рашад Халифа (араб. رشاد خليفة‎), англ. Rashad Khalifa; родился в Египте 19 ноября 1935 года — убит 31 января 1990 года) — египетско-американский учёный-биохимик.

## Биография
Рашад Халифа с отличием окончил египетский Университет Айн Шамс (анг. Ain Shams). В 1959 году он эмигрировал в США, где получил степень магистра биохимии в Университете штата Аризона, а также степень доктора философии в Университете Калифорнии. Получив гражданство США, жил в городе Тусон, штат Аризона.
В течение примерно одного года Халифа работал советником по науке при ливийском правительстве, параллельно работая в Организации Объединённых Наций по промышленному развитию, ЮНИДО (англ. UNIDO — United Nations Industrial Development Organization). Позже, в 1980 году, Рашад Халифа стал старшим химиком в Государственной Канцелярии штата Аризоны.
Отец Рашада Халифы был суфием, который, как сообщается, возглавлял группу в несколько тысяч последователей. Сын Халифы, Сэм Халифа, играл за Питтсбург и был первым игроком высшей лиги египетского происхождения.

### Рашад Халифа иАхмад Дидат
После открытия Рашадом Халифой математической кодировки Корана числом 19, одним из главных «промоутеров» нового подхода к пониманию Корана, стал Ахмад Хусейн Дидат. В своих первых книгах и лекциях он активно пропагандировал Код 19, и человека, его открывшего. Однако после объявления Рашадом Халифой о своей посланнической миссии Ахмад Дидат резко прекратил всякие упоминания о Рашаде, и открытом им коде.
3 мая 1996 года у Ахмада Дидата произошел инсульт, в результате которого все его тело ниже шеи было парализовано. Паралич затронул сосуды мозга и мозговой ствол, в результате чего Дидат в течение последних девяти лет своей жизни не мог передвигаться, говорить и самостоятельно принимать пищу. В Эр-Рияде ему проводили реабилитацию, где учили с помощью глаз составлять слова и предложения. Ахмад Дидат умер 8 августа 2005 года в своём доме, в г. Верулам в провинции Квазулу-Натал.

### Рашад Халифа иМуаммар Каддафи
В годы работы в корпусе ООН Рашад Халифа был откомандирован в Социалистическую Народную Ливийскую Арабскую Джамахирию, где в течение приблизительно одного года проработал советником по науке при ливийском правительстве.
По мнению известного исламоведа Александра Игнатенко, Муаммар Каддафи склонялся к идеям Коранизма, «поскольку в качестве единственно достоверного исламского текста он признавал только Коран и, как совершенно верно указывает муфтий Ливии, отрицал божественность Сунны Пророка Мухаммеда — на том основании, что ей нельзя следовать, поскольку хадисы, составляющие Сунну, когда они устно передавались в течение нескольких веков после смерти Пророка, прежде чем начали фиксироваться на письме, подверглись искажению».
Кроме того, в известном произведении ливийского Лидера — Зелёной книге, Каддафи оперировал только аятами Корана, и не использовал хадисов, что также является исключением для ближневосточного менталитета.

## Наиболее значимые труды

### Работы в области коранистики
Начиная с 1968 года, впервые в истории коранистики, Рашад Халифа начал использовать компьютеры для анализа частотностей букв и слов в Коране. В 1974 году он заявил, что обнаружил математический код в тексте Корана. Своё исследование он опубликовал в книге: «Коран — Заключительный Завет».

### Краткое описание открытия в области коранистики
- Коран состоит из 114 сур = 19 x 6.
- Первый аят, или «Басмала», состоит из 19 арабских букв.
- Первое слово басмалы «исм» (имя) встречается в Коране 19 раз.
- Второе слово басмалы «Аллах» (Бог) встречается в Коране 2698 раз или 19 х 142.
- Третье слово басмалы «Рахман» (Милостивый) встречается в Коране 57 раз или 19 х 3.
- Четвёртое слово басмалы «Рахим» (Милосердный) встречается в Коране 114 раз или 19 х 6.
- Общее количество аятов в Коране, включая все басмалы, составляет 6346 или 19 x 334. При сложении цифры этого числа 6+3+4+6 также получается 19.
- Басмала повторяется в Коране 114 раз (6 х 19). Исключение составляет сура № 9, где басмала отсутствует, но при этом она два раза повторяется в суре № 27.
- Между отсутствующей басмалой в суре № 9 и сурой № 27 с дополнительной басмалой, находится 19 сур.
- Сумма номеров сур с 9 по 27 (9+10+11+12…+26+27) равно 342 = 19 x 18.
- Сумма общего количества аятов, в которых упоминается слово «Аллах» (Бог), составляет 118123, что равняется 19 x 6217.
- Первое откровение пророку Мухаммеду (Коран, 96:1-5) состоит из 19 слов и включает 76 букв = 19 x 4.
- Сура № 96 состоит из 304 арабских букв, что равняется 19 x 16.
- Ключевая заповедь: «Поклоняйтесь одному Богу» (по-арабски «вахдаху») повторяется в аятах 7:70; 39:45; 40:12, 84; и 60:4. Общая сумма этих чисел составляет 361 или 19 x 19[8].

## Открытие Рашадом ХалифойКода 19вКоране
Исследование числовых закономерностей Корана привело Рашада Халифу к определённым для него выводам:
число 19 призвано выполнить следующие функции:
- Устранить противоречия между рациональным и иррациональным в сознании верующих;
- Убедить людей в истинности коранического откровения;
- Привлечь внимание общественности к математической природе коранического текста[9][10].

## Убийство и связь с числом 19
После открытия Кода 19 и объявления своей посланнической миссии Рашад Халифа подвергся резкой критике со стороны суннитских богословов из 38 стран, собравшихся по этому случаю в городе Мекка Саудовской Аравии. Съезд богословов, в числе прочего, обсуждал деятельность автора «Сатанинских стихов» — Салмана Рушди. В то время как Салман Рушди живёт и поныне, получив решением Королевы Великобритании рыцарский титул.
19 февраля 1989 года «Академия Исламского Фикха» при организации «Рабитатул Аламил Ислами» в Мекке, на своем 11-м ежегодном собрании вынесла единогласное решение «о неверии и вероотступничестве», предав анафеме Рашада Халифа. 31 января 1990 года, Рашад Халифа был найден убитым в мечети города Тусон, штат Аризона, где он совершал утреннюю молитву. Ему было нанесено несколько ножевых ранений.
Спустя 19 лет после убийства, 28 апреля 2009 года, полицией канадского города Калгари, по подозрению в совершении убийства Рашада Халифы, был арестован Глен Класфорд Фрэнсис, 52-летний гражданин Тринидада и Тобаго. Следователи в американском Тусоне узнали в Глене Фрэнсисе, одного из слушателей лекций Рашада Халифы — Бенджамина Филлипса. Филлипс исчез вскоре после убийства Рашада, и до момента ареста был потерян из виду. По отпечаткам пальцев, найденных в квартире Филлипса, следствие признало Филлипса и Фрэнсиса одним и тем же человеком. ДНК-тестирование фрагментов с места преступления, проведенное судебно-медицинской экспертизой, доказало причастность Глена Класфорда Фрэнсиса к убийству. В октябре 2009 года канадский судья назначил экстрадицию подозреваемого в США, для предстания перед правосудием.
Суд в США начался 11 декабря 2012 года, а уже 19 декабря судебная коллегия, после трехчасового обсуждения, признала Глена Фрэнсиса виновным в убийстве первой степени.